# Nestori Toivonen
Nestori Kallenpoika Toivonen (født 25. marts 1865, død 6. april 1927) var en finsk skytte, som deltog i to olympiske lege i begyndelsen af 1900-tallet.

## Skydekarriere
Toivonen var meldt til tre konkurrencer ved OL 1912 i Stockholm, men deltog kun i skydning med enkeltskud efter løbende hjort, henholdsvis individuel konkurrence og holdkonkurrencen. I den individuelle konkurrence opnåede han 41 point på ti skud, flest af alle sammen med to svenskere, Alf Swahn og Åke Lundeberg. Der måtte dermed omskydning med fem skud til for at få fordelt medaljerne, og her opnåede Toivonen blot 11 point efter tre skud, hvorpå han ikke fortsatte, da han var langt bagud, men præstationen var god nok til at sikre ham bronze, mens Swahn med 20 point fik guld, og Lundeberg med 17 fik sølv. Med sin præstation blev Toivonen den første finne, der vandt en individuel skydemedalje ved OL, og han blev efterfølgende æresmedlem af sin lokale skydeklub. I holdkonkurrencen var Sverige storfavorit efter at have været meget dominerende i de individuelle konkurrencer, og de vandt da også sikkert med 151 point, mens USA med 132 point fik sølv og Finland med 123 fik bronze. Finlands bronzevindere var Iivo Väänänen, Axel Fredrik Londen og Ernst Rosenqvist samt Toivonen, og sidstnævnte var med 38 point holdets bedste.
Ved legene i 1920 i Antwerpen stillede han op i de to holddiscipliner i skydning efter løbende hjort, og i konkurrencen med enkeltskud blev Finland nummer to med 159 point efter Norge med 178 point, mens USA blev nummer tre med 158 point. Toivonen var bedste finne, og de øvrige på holdet var Robert Tikkanen, Magnus Wegelius, Kalle Lappalainen og Yrjö Kolho. Igen var Toivonen bedst på holdet med 36 point. Også i konkurrencen med dobbeltskud vandt Norge med 343 point, mens Sverige blev nummer to med 336 point, og Finland fik bronze med 285 point. Finlands hold bestod her af Robert Tikkanen, Magnus Wegelius, Yrjö Kolho, Vilho Vauhkonen og Toivonen; her var Toivonen tredjebedste finne med 57 point. Ved legene deltog Toivonen også i holdkampene i fri pistol på 50 m, hvor Finland blev nummer elleve, samt i stående militærriffel på 300 m, hvor Finland blev nummer syv.

## Anden karriere
Toivonen var medlem af kommunalrådet i Sakkala på det Karelske næs og grundlagde her et radium-hydro sanatorium ved bredden af Suvanto (søen og byen er nu en del af Rusland og hedder henholdsvis Sukhodolskoje og Gromovo). Toivonen testamenterede sanatoriet til det finske gymnastik- og sportsforbund.